# Toporu
Toporu is een Roemeense gemeente in het district Giurgiu.
Toporu telt 2267 inwoners.